# Estación Hornos
General Hornos es una estación ferroviaria ubicada en la pequeña localidad del mismo nombre, partido de General Las Heras, Provincia de Buenos Aires, Argentina.

## Servicios
Es un centro de transferencia intermedio perteneciente a la Línea Sarmiento, en el ramal que presta servicio entre las estaciones Merlo y Lobos.

## Ubicación
Se encuentra a la vera de la Ruta Provincial 40.